# Corydalis paniculigera
Corydalis paniculigera är en vallmoväxtart som beskrevs av Eduard August von Regel och Schmalh.. Corydalis paniculigera ingår i släktet nunneörter, och familjen vallmoväxter. Inga underarter finns listade i Catalogue of Life.